# Lista de aldeias em Niue

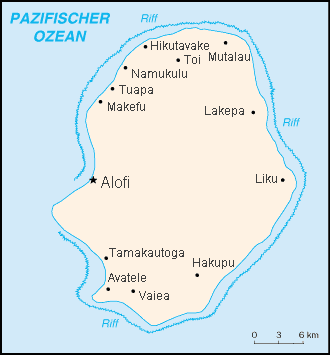
Aldeias de Niue.

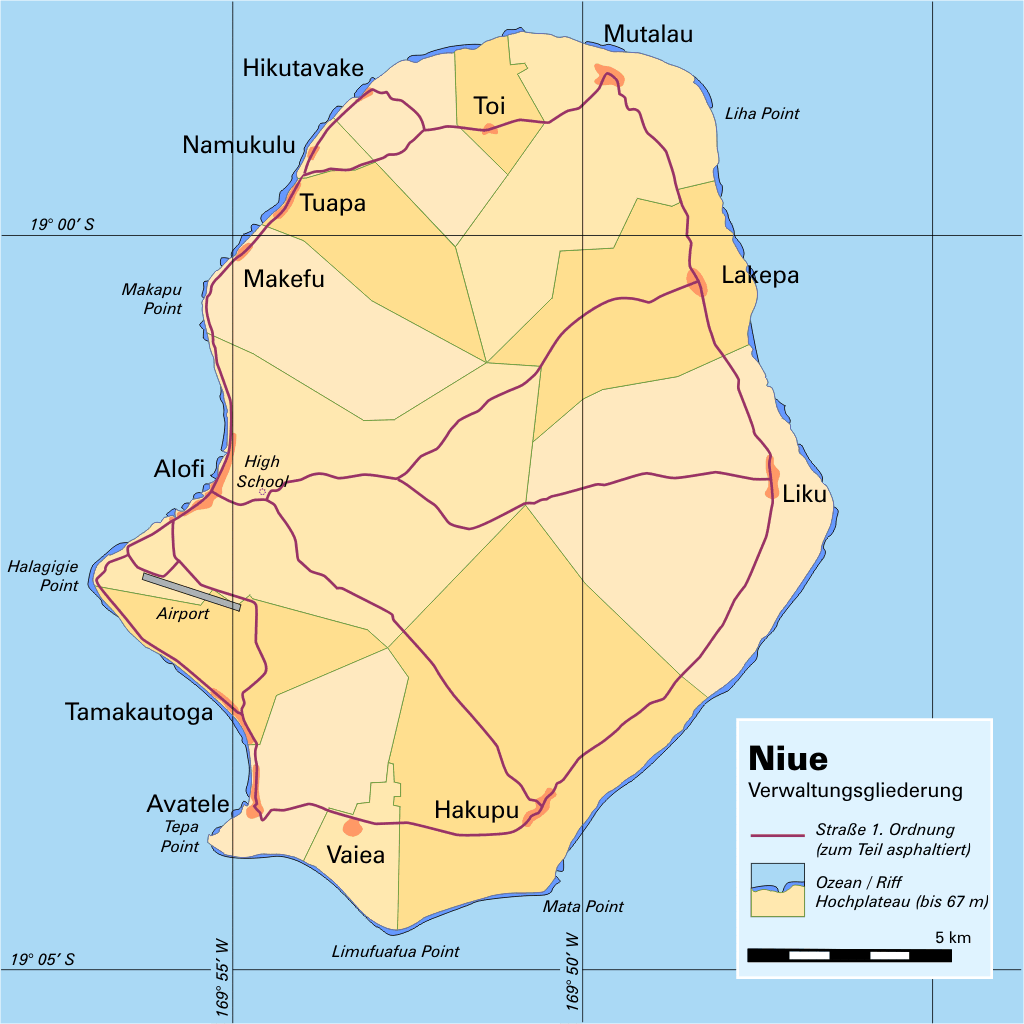
Limites administrativos das aldeias

Niue é subdividida em 14 aldeias (municipalidades). A capital, Alofi, consiste em Alofi Norte e Alofi Sul. Cada aldeia tem um conselho da aldeia que elege o seu presidente. As aldeias são, ao mesmo tempo distritos eleitorais. Cada aldeia envia um deputado ao Parlamento de Niue.
Esta é uma lista de aldeias em Niue:
| Nº                                    | Vila        | População (Censo 2001) | Area km² | Densidade populacional (km−2) |
| ------------------------------------- | ----------- | ---------------------- | -------- | ----------------------------- |
| Motu (histórica área tribal no norte) |             |                        |          |                               |
| 1                                     | Makefu      | 87                     | 17.13    | 5.1                           |
| 2                                     | Tuapa       | 129                    | 12.54    | 10.3                          |
| 3                                     | Namukulu    | 14                     | 1.48     | 9.5                           |
| 4                                     | Hikutavake  | 65                     | 10.17    | 6.4                           |
| 5                                     | Toi         | 31                     | 4.77     | 6.5                           |
| 6                                     | Mutalau     | 133                    | 26.31    | 5.1                           |
| 7                                     | Lakepa      | 88                     | 21.58    | 4.1                           |
| 8                                     | Liku        | 73                     | 41.64    | 1.8                           |
| Tafiti (histórica área tribal no sul) |             |                        |          |                               |
| 9                                     | Hakupu      | 227                    | 48.04    | 4.7                           |
| 10                                    | Vaiea       | 62                     | 5.40     | 11.5                          |
| 11                                    | Avatele     | 150                    | 13.99    | 8.9                           |
| 12                                    | Tamakautoga | 140                    | 11.93    | 11.7                          |
| 13                                    | Alofi South | 358                    | 46.48    | 13.2                          |
| 14                                    | Alofi North | 256                    | 46.48    | 13.2                          |
|                                       | Niue        | 1788                   | 261.46   | 6.8                           |